# Самюель Бастьєн
Самюель Крістофер Бастьєн (фр. Samuel Christopher Bastien, нар. 26 вересня 1996, Ме, Бельгія) —конголезький футболіст, центральний півзахисник англійського клубу «Бернлі» та національної збірної ДР Конго.

## Клубна кар'єра
Самюель Бастьєн народився у Бельгії і футбольну кар'єру починав у клубі «Стандард» з Льєжа. Згодом Бастьєн перейшов до академії столичного «Андерлехта». Саме з цим клубом футболіст підписав свій перший професійний контракт і у грудні 2014 року дебютував у першій команді. Але в основі Бастьєн провів лише один матч і вже наступного сезону для набуття ігрової практики вирушив в оренду в італійський клуб «Авелліно 1912». В Італії футболіст своєю грою привернув увагу і у 2016 році підписав повноцінний контракт з клубом «К'єво», де провів два роки.
А вже влітку 2018 року Бастьєн знову повернувся до Бельгії, де приєднався до добре відомого для себе «Стандарда». Трансфер футболіста обійшовся бельгійському клубу у 3 млн євро.

## Збірна
Самюель Бастьєн народився в Бельгії і починав грати за юнацьку та молодіжну збірні цієї країни. Та у 2021 році футболіст прийняв запрошення від федерації футболу ДР Конго — своєї історичної батьківщини. І у жовтні у матчі відбору до чемпіонату світу 2022 року проти команди Мадагаскару Самюель Бастьєн дебютував у національній збірній ДР Конго.